# Пиманова, Дарья Алексеевна
Да́рья Алексе́евна Пима́нова (псевдоним — «Дарья Веста»; род. 8 августа 1983, Москва, РСФСР, СССР) — российский журналист, продюсер, режиссёр, сценарист, телеведущая.

## Биография
Дарья Пиманова родилась 8 августа 1983 года в Москве. Мать — Валентина Юрьевна Пиманова (род. 15 июля 1961), журналист, автор и ведущая телевизионной программы «Кумиры».
В 2004 году окончила факультет журналистики Гуманитарного института телевидения и радиовещания имени М. А. Литовчина (ГИТР) в Москве.
В 2009 году получила диплом Высших курсов сценаристов и режиссёров (ВКСР) в Москве по специализации «кинорежиссёр» (мастерская Владимира Ивановича Хотиненко).

## Карьера на телевидении и в кинематографе
В 2005—2007 — автор цикла передач о советском кинематографе «Рождение легенды» на «Первом канале».
С 2007 по настоящее время — автор и руководитель документальных спец.проектов ТК «Останкино» («Первый канал»).
В 2009 году — автор и продюсер спецпроекта к юбилею Юридического факультета Петербургского Государственного университета. Картина создана для СПбГУ и Администрации Президента РФ.
С 2010—2012 — креативный продюсер многосерийного художественного фильма «Хранимые судьбой» на «Первом канале».
В 2013 году — креативный продюсер многосерийного художественного фильма «Людмила» на телеканале «Россия-1».
В 2014 году — креативный продюсер многосерийного художественного фильма «Слава» на «Первом канале».
С 7 февраля 2015 года — креативный продюсер Международного вокального конкурса «Звезда» на телеканале «Звезда».
С 21 ноября 2015 года под творческим псевдонимом Дарья Веста ведёт программу «Легенды музыки» на телеканале «Звезда».
С 18 июня 2023 года — ведущий продюсер и режиссёр-постановщик программы «Галерея звёзд» на телеканале «Звезда».

## Фильмография

### Автор, режиссёр и продюсер документальных проектов
- «Владимир Молчанов. До и после[5]» (Первый канал)
- «Константин Райкин. Театр строгого режима»[6] (Первый канал)
- «Семен Фарада. Уно моменто!» (Первый канал)
- «Как Иван Васильевич менял профессию» (Первый канал)
- «Инна Чурикова. Не принцесса! Королевна!!!» (Первый канал)
- «Марк Захаров. Любить Дракона» (Первый канал)
- «Михаил Козаков. От ненависти до любви»[7] (Первый канал)
- «Ян Арлазоров. Между драмой и комедией» (2010)[2]
- «Леонид Якубович. Без бабочки»[2][8] (Первый канал)
- «Богдан Ступка. Тот еще перец» (Первый канал)
- «Иван Охлобыстин. Поп-звезда»[9] (Первый канал)[2]
- «Семен Фарада. Я не сдался» (Первый канал)
- «Светлана Дружинина. Королева дворцовых переворотов» (Первый канал)
- «Тамара Носова. Блеск и нищета королевы комедии» (Первый канал)[10]
- «Нестор Петрович. Большая перемена»(Первый канал)
- «Юрий Никулин. О грустном и смешном» (Первый канал)
- «Память о счастье. Нина Меньшикова» (Первый канал)
- «Марк Захаров. Моя обманчивая мрачность» (Первый канал)
- «Олег Янковский. В главной роли» (Первый канал)
- «Ирония судьбы Сергея Безрукова» (Первый канал)
- «Светлана Крючкова. Я научилась просто, мудро жить» (Первый канал)
- «Ингеборга Дапкунайте. Без комплексов и вредных привычек» (Первый канал)
- «Яков Костюковский. Бриллиантовая ручка короля комедии» (Первый канал)
- «Николай Караченцов. Любви не названа цена» (Первый канал)
- «Я буду вам сниться… Никита Михайловский» (Первый канал)
- «Владимир Мигуля. Обратный отсчёт» (Первый канал)
- «Александр Ширвиндт. Счастливая жизнь счастливого человека» (Первый канал)
- «Лидия Смирнова. Женщина на все времена» (Первый канал)
- «Олег Митяев. Фантазии завтрашнего дня» (Первый канал)
- «Михаил Державин. Тот ещё „моторчик“» (Первый канал)
- «Людмила Нильская. Танго на битом стекле» (Первый канал)
- «Евгений Весник. Живите нараспашку» (Первый канал)
- «Татьяна Шмыга. Дитя веселья и мечты» (Первый канал)
- «Три плюс два. Версия курортного романа» (Первый канал)
- «Лайма Вайкуле. Ещё не вечер…» (Первый канал)
- «Москва слезам не верит. Рождение легенды» (Первый канал)
- «Леонид Дербенев. Этот мир придуман не нами» (Первый канал)
- «Михаил Державин. Во всём виноват Ширвиндт»[11] (Первый канал)
- «Марис Лиепа. Невыносимая лёгкость бытия» (Первый канал)
- «Марина Неёлова. „Я умею летать“» (Первый канал)
- «Татьяна Тарасова. „Лёд, которым я живу“» (Первый канал)
- «Вера Алентова. „Я покажу вам королеву-мать!“» (Первый канал)
- «Георгий Вицин. „Чей туфля?“» (Первый канал)
- 2018 — «„Берёзка“. Красота на экспорт» (телеканал «Россия-1»)[12]
- и др.

## Интервью
- В Коми пройдет региональный кастинг проекта "Новая звезда" Архивная копия от 11 августа 2015 на Wayback Machine. Комиинформ
- Вот что происходит Архивная копия от 23 октября 2017 на Wayback Machine. Выпуск 27 февраля 2015 г. Радио "Звезда"